# Buschige Prunkwinde

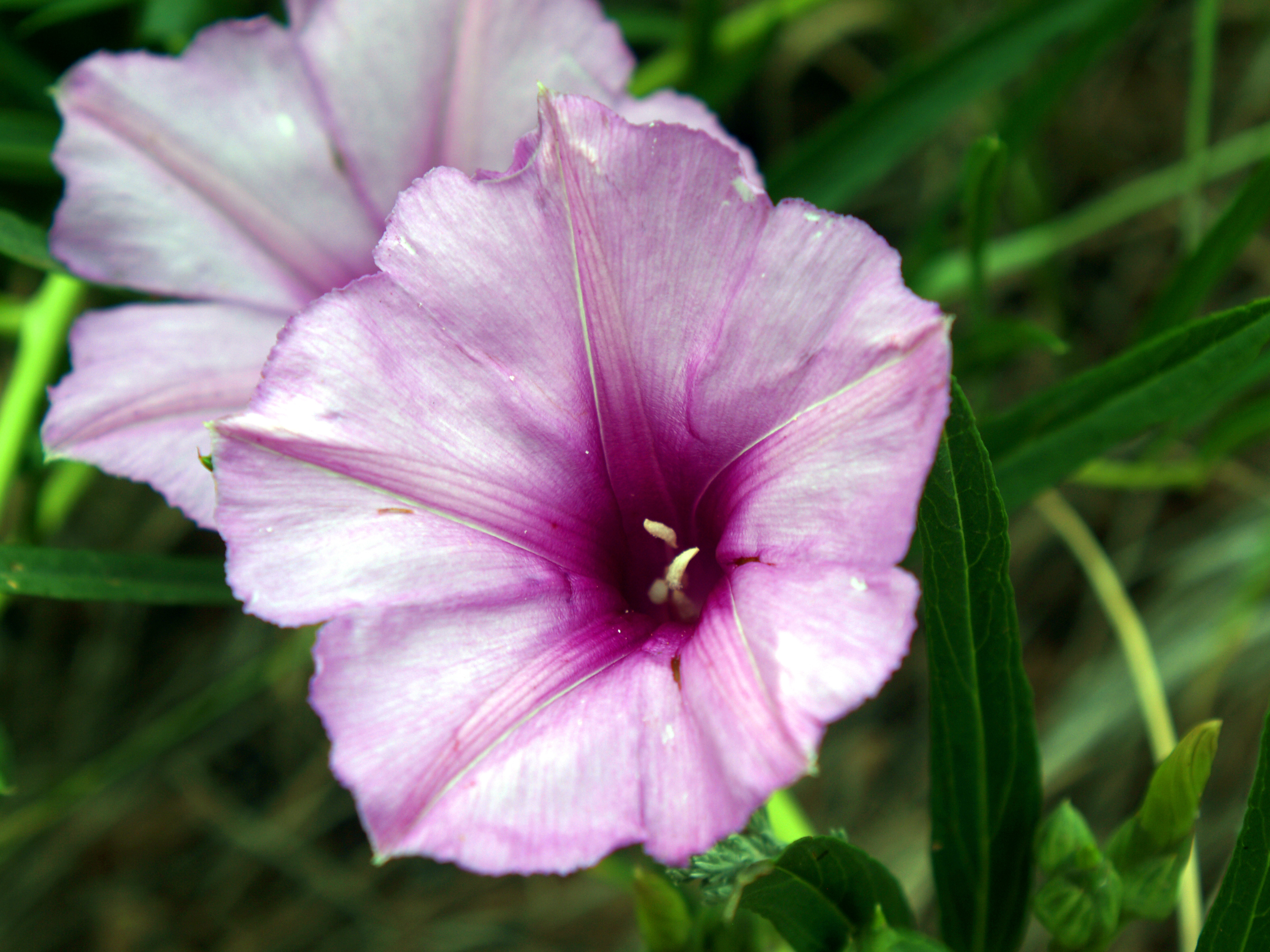
Buschige Prunkwinde – Blüten

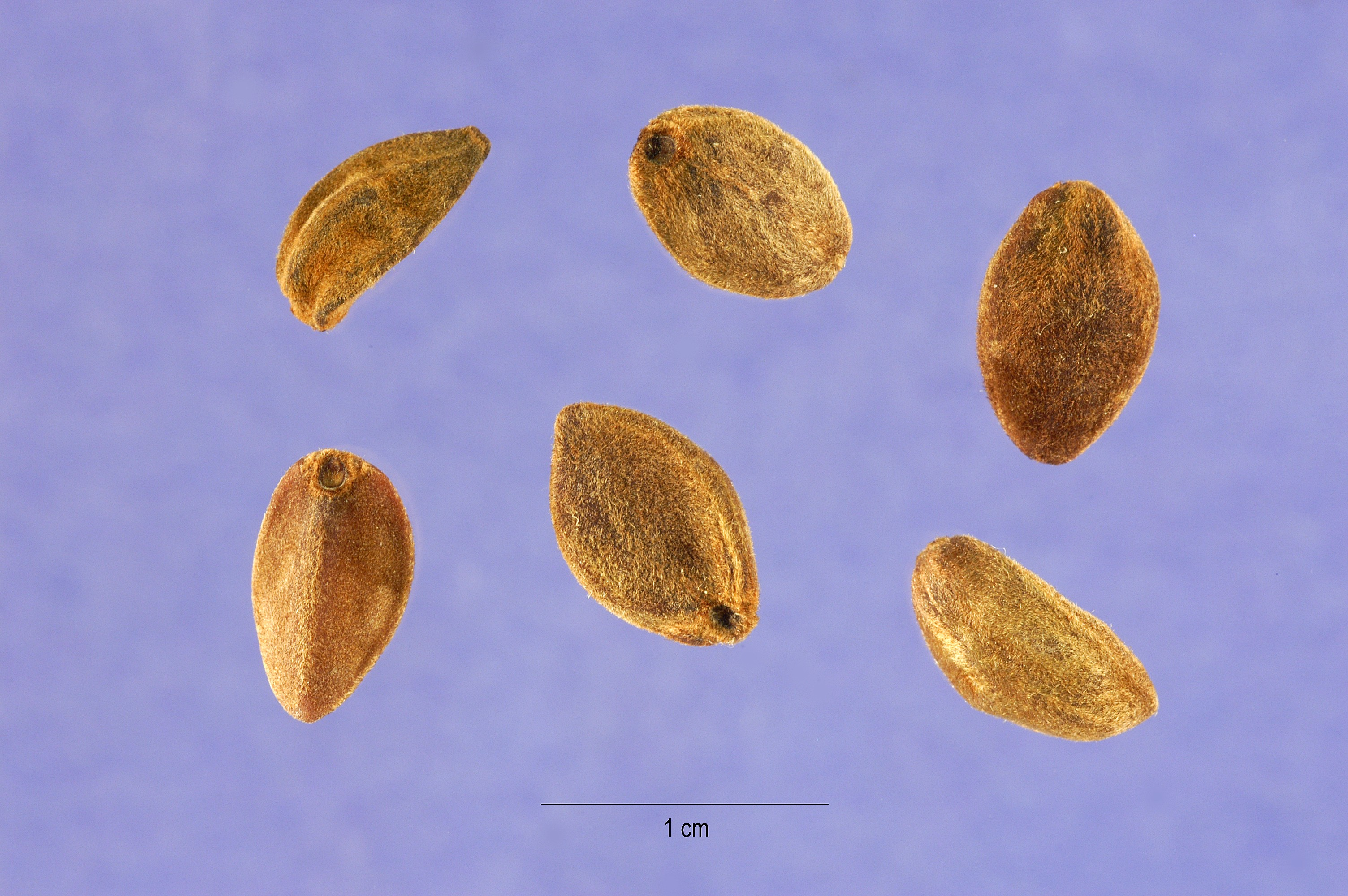
Buschige Prunkwinde – Samen

Die Buschige Prunkwinde (Ipomoea leptophylla) ist eine Pflanzenart in der Gattung der Prunkwinden (Ipomoea).

## Beschreibung
Die Buschige Prunkwinde gehört zu den Windengewächsen (Convolvulaceae), auch wenn sie aufgrund der Anpassung an ihr baumarmes Habitat eher aufrecht als windend wächst, jedoch nicht verholzt. Die von der zentralen Pfahlwurzel ausgehenden, recht zahlreichen Einzeltriebe werden bis zu einem Meter lang, bei günstigen Wuchsbedingungen auch länger. Ihr Wuchs verläuft zunächst kriechend, doch haben Blätter und Triebspitzen die Tendenz, sich nach oben aufzurichten, ebenso die trompetenartigen Blüten, die einzeln oder zu zweit stehen. Mehrjährig.
Als Verdunstungs-Schutz ist das Laub zu schmalen, graugrünen Schnüren reduziert, die etwa ebenso lang werden wie die Blüten, etwa 5 bis 6 Zentimeter. Die wechselständigen Laubblätter stehen aufrecht an zunächst niederliegenden, an den Enden aufgerichteten Trieben. Der Blattrand ist ganzrandig.
Die Trichterblüten öffnen sich am Morgen und verwelken am Abend. Der Durchmesser der rosa- bis purpurfarbenen Blüten beträgt zwischen 5 und 7 Zentimeter. Sie stehen achselständig und sind radiärsymmetrisch mit verwachsenen Kronblättern. Die Blütezeit reicht von Mai bis Juni.
Nach der Blüte bilden sich unscheinbare, rundliche Kapselfrüchte.

## Verbreitung und Standortansprüche
Die Buschige Prunkwinde wächst auf mageren Sandböden, verstreut auf Ödländereien und trockenen Feldern, besonders in South Dakota (dort vor allem in der Pine-Ridge-Reservation), in Nebraska, südlich bis Texas und New Mexico, westlich bis Montana, im Südosten ab Wyoming und dem östlichen Colorado. Oft an Hügelhängen der Prärie zu finden.

## Ökologie
Die aufrechten, dicht verzweigten Polster der Buschigen Prunkwinde erreichen etwa Kniehöhe. Dadurch bieten sie vielen Kleintieren, etwa Insekten oder Nagern, Schutz.
Eine weitere Besonderheit ist die extrem tief wurzelnde, tonnenförmig angeschwollene Speicherwurzel, ähnlich der verwandten Süßkartoffel, der sie ihre Namen „Man Root“ und die Lakota-Bezeichnung „Dickbauch-Pflanze“ (pejúta nigé tánka) verdankt. Diese Besonderheiten sind Anpassungen an das Habitat der Prärie (Great Plains), in denen sich zum einen kaum Möglichkeiten zum Emporranken an anderen Pflanzen bieten und zum anderen ein Überleben auf extrem nährstoffarmen, trockenen Böden gemeistert werden muss. Die Wurzel, deren Mittelteil karottenartig verdickt ist und senkrecht tief in den Boden hinabragt, kann eine Länge von bis zu 2 Meter erreichen und 100 Pfund schwer werden. Ältere Wurzeln verholzen und können an der dicksten Stelle einen Durchmesser von über 40 Zentimeter aufweisen. Aus der runzligen Borke zweigen in unregelmäßigen Quirlen schwächere Seitenwurzeln ab. Dieses weit verzweigte und Nährstoffe sowie Wasser speichernde Wurzelsystem macht die Pflanze äußerst trockenresistent.

## Verwendung
Von den Lakota wurde die lange, verdickte Wurzel dieser Prunkwinden-Art als Medizinpflanze genutzt; sie soll gegen Magenbeschwerden und eventuell auch Arthritis helfen. Streifen der Wurzel dienten auch zum Draufbeißen bei großen Schmerzen, um diese auszuhalten. Jüngere, noch nicht verholzte Wurzeln galten als Notration, ähnlich wie Bataten. Zudem fand die Wurzel als eine Art Zunder und Kohlenglut-Speicher Verwendung, da sie lange glimmt. Die Lakota entnahmen nie die komplette Wurzel, sondern beließen stets einen Teil des Wurzelstocks, damit dieser sich wieder regenerieren sollte und eine nachhaltige Nutzung der Pflanze möglich war.

## Nachweise